# محافظة ودون تاني
محافظة ودون تاني (بالتايلندية: อุดรธานี) و(بالإنجليزية: Udon Thani)‏ هي واحدة من محافظات تايلاند الخمس والسبعين تجاور محافظة نونغ خاي ومحافظة ساكون ناخون ومحافظة كالاسين ومحافظة نونغبوا لامفو وكذلك محافظة لويي.

## الجغرافيا
تقع محافظة ادون تاني في شمال هضبة كورات ترتبط المحافظة بخطط سكك الحديد الذي يربطها بلاوس والعاصمة بانكوك.

## التقسيمات الادارية
تنقسم المحافظة إلى 20 مقاطعة رئيسية و 155 بلدية و 1682 قرية.
الاعداد الأخرى في الجدول اقسام انفصلت عن المحافظة في عام 1993 لتكون محافظة نونغبوا لامفو.
| 1. موانج ودون تاني 2. كيت كاب 3. مونج وي سو 4. كومفاوابي 5. نون سي ات 6. هونغ هان 7. ثونج فون 8. تشاي وان 9. ساي تات 10. وانج سام مو | 1. بان ديانج 1. بان فو 2. نام سو 3. فين 4. سانج كوم 5. نونغ سينغ 6. نا ينغ 7. فابان رك 8. كو كيو 9. براتشاكسينلاباخوم |